# Паразит (фільм)
«Паразит» (англ. «Parasite») — американський постапокаліптичний фільм жахів 1982 року, знятий режисером Чарльзом Бендом.

## Сюжет
Після ядерної війни світ поринув в хаос. Вижити вдалося небагатьом, утворилися розрізнені купки людей. Уряд доручив доктору Полу Діну розробити нову біологічну зброю, але той тікає разом зі своїм винаходом — зубастим черв'яком. Причому один у нього в колбі, а інший, після нещасного випадку, знаходиться в ньому самому. Уникаючи переслідування, чоловік зупиняється в маленькому містечку, де відразу ж зустрічається з місцевими бандитами і за допомогою черв'яка ставить їх на місце. Там він знайомиться з молодою дівчиною на ім'я Патриція, яка відразу ж проявляє симпатію до вченого. Разом їм доводиться чекати агента, що переслідує Пола, а також кошмару, який вчинить їм паразит.

## У ролях
- Роберт Глаудіні — доктор Пол Дін
- Демі Мур — Патриція Веллс
- Лука Берковічі — Рідус
- Джеймс Девідсон — Вольф, торговець
- Аль Фенн — Коллінз
- Том Віллард — Зік
- Скотт Томсон — Кріс
- Чері Каррі — Дана
- Вівіан Блейн — міс Дейлі
- Джеймс Каван — Бадді
- Жаннелль Надін Ромеро — Бо
- Фредді Мур — Арн
- Наталі Мей — Шилл
- Шеріл Сміт — полонянка
- Джоел Міллер — панк

## Знімальна група
- Режисер — Чарльз Бенд
- Сценарист — Алан Джей Адлер, Френк Леверінг, Майкл Шуб
- Оператор — Мак Алберг
- Композитор — Річард Бенд
- Художник — Памела Ворнер, Леслі Нейфілд, Роберт Гоуланд, К. С. Шейбел
- Продюсери — Чарльз Бенд, Ірвін Ябланс, Річард Маркус, Майкл Вульф
- Монтаж — Бред Аренсмен